# Ratusz Ruski w Kamieńcu Podolskim
Ratusz Ruski – budynek jednego z trzech magistratów Kamieńca Podolskiego znajdujący się przy ul. Piątnickiej w południowej części Starego Miasta. Pozostałymi były ratusze Polski i Ormiański. 

## Historia
Pierwotny ratusz Ruski znajdował się na Ruskim Rynku w północnej części miasta. Prawdopodobnie w połowie XVII w. uległ spaleniu. Zgodnie z rozporządzeniem Jana Kazimierza w 1658 r. na potrzeby ruskiego magistratu przeznaczono kamienicę wójta gminy ruskiej Kyriaka koło cerkwi św. Jana Chrzciciela. W związku z przyłączeniem gminy ruskiej do polskiej w 1670 r. budynek stracił rację bytu i został przekazany duchowieństwu cerkwi św. Jana Chrzciciela. Obecnie w budynku mieści się dyrekcja Narodowego rezerwatu historyczno-architektonicznego Kamieniec.